# Итапоранга (Сан-Паулу)
Итапоранга (порт. Itaporanga) — муниципалитет в Бразилии, входит в штат Сан-Паулу. Составная часть мезорегиона Итапетининга. Входит в экономико-статистический микрорегион Итапева. Население составляет 14 311 человек на 2006 год. Занимает площадь 507,737 км². Плотность населения — 28,2 чел./км².
Праздник города — 6 марта.

## История
Город основан 21 августа 1845 года.

## Статистика
- Валовой внутренний продукт на 2003 составляет 70 270 215,00 реалов (данные: Бразильский институт географии и статистики).
- Валовой внутренний продукт на душу населения на 2003 составляет 4903,37 реала (данные: Бразильский институт географии и статистики).
- Индекс развития человеческого потенциала на 2000 составляет 0,709 (данные: Программа развития ООН).

## География
Климат местности: субтропический. В соответствии с классификацией Кёппена, климат относится к категории Cfa.